# Josef Slepička
Josef Slepička (27. července 1915 Kladno – ?) byl český malíř.

## Život
Žák prof. Kuttmanna, později prof. Smutného a Trégra. V letech 1939–1941 člen Svazu českých výtvarných umělců. Působil v Olomouci. Věnoval se krajinomalbě a kresbě karikatur. Účastník řady samostatných a kolektivních výstav.